# Ayumi Ōya
Ayumi Ōya (jap. 大矢 歩, Ōya Ayumi; * 8. November 1994 in Midori) ist eine japanische Fußballspielerin.

## Karriere

### Verein
Sie begann ihre Karriere bei Ehime FC.

### Nationalmannschaft
Ōya absolvierte ihr erstes Länderspiel für die japanischen Nationalmannschaft am 9. April 2017 gegen Costa Rica. Insgesamt bestritt sie neun Länderspiele für Japan.